# Julie Newman
Julie Newman – amerykańska biathlonistka, brązowa medalistka mistrzostw świata. Największy sukces w karierze osiągnęła w 1984 roku, kiedy wspólnie z Holly Beatie i Kari Swenson zajęła trzecie miejsce w sztafecie na mistrzostwach świata w Chamonix. Na tej samej imprezie zajęła też 27. miejsce w biegu indywidualnym i 22. w sprincie. Podczas rozgrywanych rok później mistrzostw świata w Egg zajęła 23. miejsce w biegu indywidualnym i 24. w sprincie. Starty te były jednocześnie zaliczane do klasyfikacji Pucharu Świata, tym samym zdobyła również pucharowe punkty. Nigdy nie stanęła na podium indywidualnych zawodów PŚ, jednak 29 stycznia 1988 roku w Ruhpolding razem z Mary Ostergren i Joan Smith zajęła trzecie miejsce w sztafecie. W klasyfikacji generalnej sezonu 1987/1988 zajęła 29. miejsce. Nigdy nie wzięła udziału w igrzyskach olimpijskich.

## Osiągnięcia

### Mistrzostwa świata
| Rok  | Miejscowość | Konkurencje | Konkurencje | Konkurencje | Konkurencje | Konkurencje | Konkurencje | Konkurencje |
| Rok  | Miejscowość | IN          | SP          | PU          | MS          | RL          | MR          | SR          |
| ---- | ----------- | ----------- | ----------- | ----------- | ----------- | ----------- | ----------- | ----------- |
| 1984 | Chamonix    | 27.         | 22.         | nd.         | nd.         | 3.          | nd.         | –           |
| 1985 | Egg         | 23.         | 24.         | nd.         | nd.         | –           | nd.         | –           |

### Puchar Świata

#### Miejsca w klasyfikacji generalnej
| Sezon     | Miejsce |
| --------- | ------- |
| 1983/1984 | ?       |
| 1984/1985 | ?       |
| 1987/1988 | 29.     |